# Lucien Lévy-Bruhl
Lucien Lévy-Bruhl (París, 10 de abril de 1857 - 13 de marzo de 1939) fue un sociólogo y antropólogo francés.

## Trayectoria
Sus estudios sociológicos sobre la mentalidad de los pueblos considerados primitivos han ejercido una gran influencia sobre la cultura occidental contemporánea.
Siguiendo las ideas del sociólogo francés Émile Durkheim considera la moral como la ciencia de las costumbres, basada sobre reglas de comportamiento que, en un determinado contexto social, aparecen como objetivas y necesarias, como si fuesen leyes naturales.

## Obra
- History of Modern Philosophy in France (1899)
- La philosophie d'Auguste Comte (1900), traducido como The Philosophy of Auguste Comte. 1903  – via Proyecto Gutenberg.
- Les fonctions mentales dans les sociétés inférieures (1910), traducido como How Natives Think (1926)
- La mentalité primitive (1922), traducido como Primitive Mentality (1923)
- L'âme primitive (1927), traducido como The "Soul" of the Primitive (1928, reeditado en 1965 con un prefacio de E. E. Evans-Pritchard)
- Le surnaturel et la nature dans la mentalité primitive (1931), traducido como Primitives and the Supernatural (1936)
- La mythologie primitive (Primitive Mythology, 1935)
- L'expérience mystique et les symboles chez les primitifs (The Mystic Experience and Primitive Symbolism, 1938)
- Les carnets de Lucien Lévy-Bruhl (Notebooks of Lucien Lévy-Bruhl, publicado póstumamente en 1949)

## Edición en castellano
- Lévy-Bruhl, Lucien (2003). El alma primitiva. Barcelona: Península. ISBN 978-84-8307-564-7.